# Kaya Airlines
Kaya Airlines (una filial de JetVision Holdings) és una aerolínia de Moçambic anteriorment coneguda com a Transairways i Sabin Air. L'aerolínia fou fundada en 1991 però va cessar les operacions poc després. Va tornar a operar el 29 d'agost de 2011, amb vols a l'interior de Moçambic. Té la seva connexió principal a l'Aeroport Internacional de Maputo. Des de 2016 KAYA Airlines és una empresa de JetVision Holdings.

## Flota
L'agost de 2013 la flota incloïa:
- 2 Embraer EMB 120ER Brasilia[5]
- 2 Let L-410 UVP-e
- 1 Shrike Commander 500
- 1 Piper Chieftain PA-31-325

## Destinacions
Kaya Airlines va reprendre les operacions amb vols a un nombre limitat de destinacions, però espera ampliar la xarxa en el futur. A més de vols xàrter vols, la companyia ha començat a volar a l'illa d'Inhaca, a Maputo i té plans de fer-ho a Machangulo i Zongoene. Kaya Airlines actualment és a la llista negra d'aerolínies de la Unió Europea a causa dels seus problemes de seguretat, evitant que volin noves rutes a la Unió Europea.

## Incidents i accidents
El 3 de desembre de 2010 un Beechcraft 1900 amb número de registre C9-AUO es va estavellar quan s'aproximava a la pista 23 de l'Aeroport Internacional de Maputo. La causa principal fou del mal temps i els vents forts.